# Indomasonaphis
Indomasonaphis  (лат.) — род тлей из подсемейства Aphidinae. 3 вида. Индия и Пакистан.

## Описание
Мелкие насекомые, длина 2,8—4,8 мм.
Ассоциированы с растениями Rhododendron и Compositae/Asteraceae (Inula, Ageratum, Gerbera, Senecio, Artemisia). Близки к тлям родов Chaetomyzus, Ericolophium, Indiaphis. Диплоидный набор хромосом 2n=32 (Kurl & Chauhan 1988)
.
- Indomasonaphis anaphalidis (Ghosh, Basu & Raychaudhuri, 1971)
- Indomasonaphis inulae (Ghosh, A.K. & D.N. Raychaudhuri, 1972)[4]
- Indomasonaphis rumicis (Chakrabarti & Raychaudhuri, 1975)